# Vedflikmossa
Vedflikmossa (Lophozia longiflora) är en bladmossart som först beskrevs av Christian Gottfried Daniel Nees von Esenbeck, och fick sitt nu gällande namn av Victor Félix Schiffner. Enligt Catalogue of Life ingår Vedflikmossa i släktet flikmossor och familjen Scapaniaceae, men enligt Dyntaxa är tillhörigheten istället släktet flikmossor och familjen Lophoziaceae. Enligt den finländska rödlistan är arten nära hotad i Finland. Enligt den svenska rödlistan är arten nära hotad i Sverige. Arten förekommer i Götaland, Svealand, Nedre Norrland och Övre Norrland. Artens livsmiljö är friska och lundartade naturmoar. Inga underarter finns listade i Catalogue of Life.